# Estação Avenida
Avenida é uma estação do Metropolitano de Lisboa. Situa-se no concelho de Lisboa, em Portugal, entre as estações Marquês de Pombal e Restauradores da Linha Azul. É uma das onze estações pertencentes à rede original do Metropolitano de Lisboa, inaugurada a 29 de dezembro de 1959.

## Descrição
Esta estação está localizada na Av. da Liberdade, a muito baixa profundidade, no quarteirão entre o entroncamento com a Rua Manuel Jesus de Coelho e o cruzamento com a Rua das Pretas e a Praça da Alegria. A estação serve a zona da Av. da Liberdade e possibilita o acesso ao Cinema São Jorge, ao Teatro Tivoli, ao Parque Mayer, à Cinemateca Portuguesa e ao edifício sede da Fundação Oriente. O projeto arquitetónico original (1959) é da autoria do arquiteto Falcão e Cunha e as intervenções plásticas do pintor Rogério Ribeiro.

## História
No âmbito das obras de ligação à estação Baixa-Chiado, a estação Restauradores esteve encerrada no fim-de-semana de 1 e 2 de agosto de 1998, ficando brevemente esta estação como terminal da Linha Azul.

## Intervenções

### Ampliação

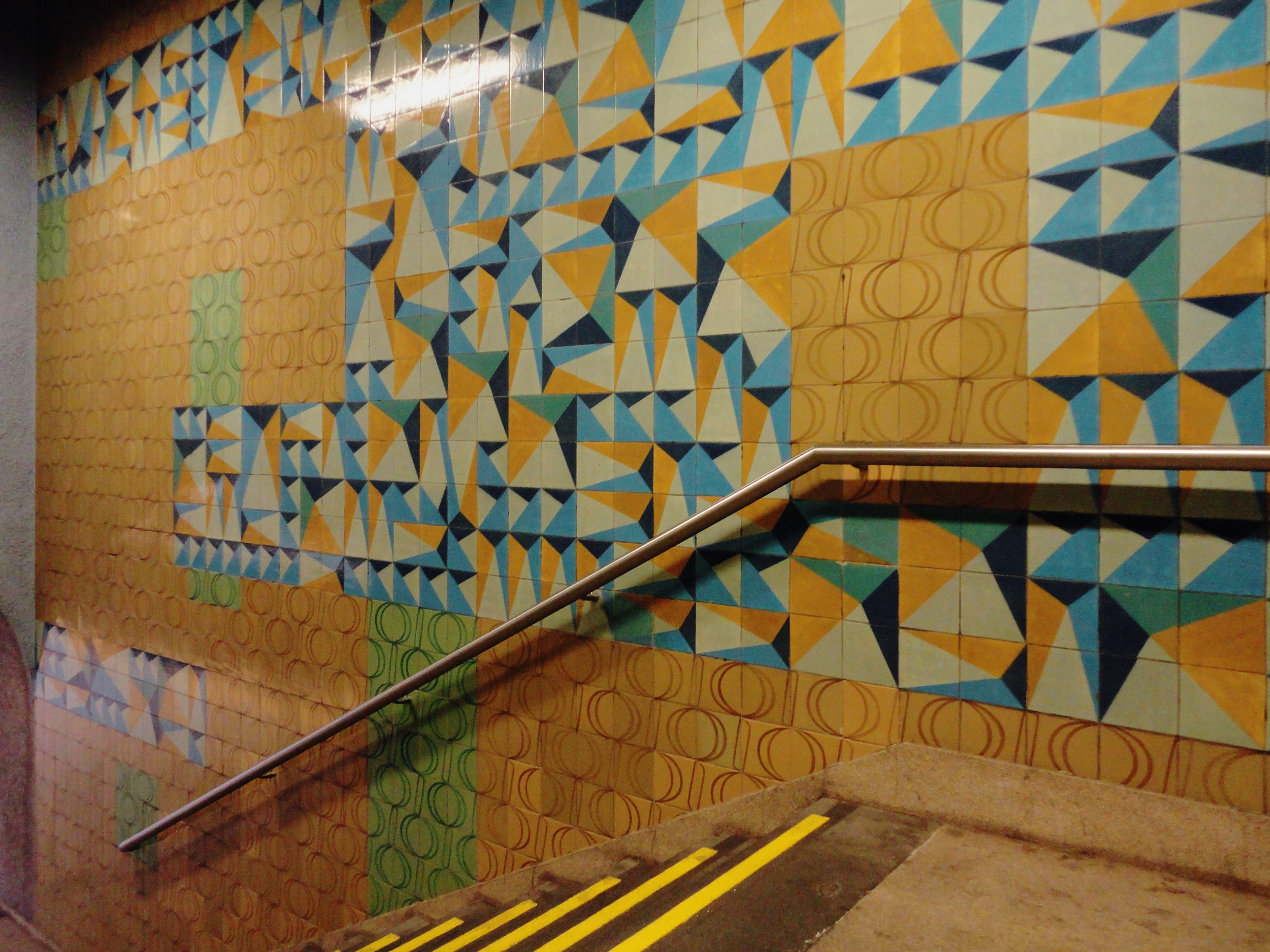
Escadas de acesso, com os azulejos originais, de Rogério Ribeiro.

A 9 de novembro de 1982 foi concluída a ampliação da estação com base num projeto arquitetónico da autoria do arquiteto Sanchez Jorge e as intervenções plásticas do pintor Rogério Ribeiro. A ampliação da estação implicou o prolongamento das plataformas e a construção de um novo átrio.

### Refrescamento

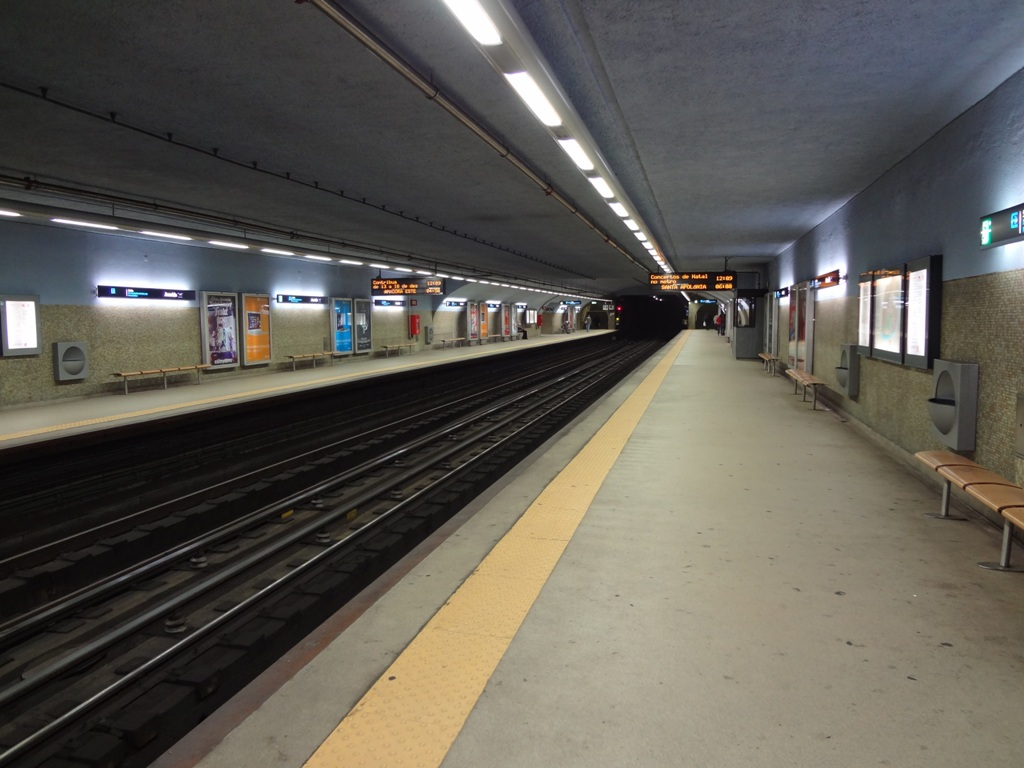
Aspeto das plataformas

Em 2009 a estação foi objeto de um refrescamento, com base num projeto arquitetónico da autoria da arquiteta Ana Nascimento. Após alguns dias encerrada ao público, reabriu a 8 de junho de 2009.

## Acessos
Esta estação conta com quatro acessos pedonais:
- Acesso 1 - está localizado no passeio entre as vias centrais e a via lateral nascente da Av. da Liberdade, próximo do entroncamento com a Rua Manuel Jesus de Coelho. Está direcionado para nascente e conta com escadas pedonais.
- Acesso 2 - está localizado no passeio entre as vias centrais e a via lateral poente da Av. da Liberdade, próximo do entroncamento com a Rua Manuel Jesus de Coelho. Está direcionado para norte e conta com escadas pedonais.
- Acesso 3 - está localizado no passeio entre as vias centrais e a via lateral poente da Av. da Liberdade, próximo do cruzamento com a Rua das Pretas e a Praça da Alegria. Está direcionado para sul e conta com escadas pedonais.
- Acesso 4 - está localizado no passeio entre as vias centrais e a via lateral nascente da Av. da Liberdade, próximo do cruzamento com a Rua das Pretas e a Praça da Alegria. Está direcionado para nascente e conta com escadas pedonais.